# Lawrence Roberts
Lawrence "Larry" G. Roberts (Connecticut, 21 de dezembro de 1937 – Redwood City, 26 de dezembro de 2018) foi um cientista da computação estadunidense.
Recebeu o Prêmio Charles Stark Draper de 2001 e o Prêmio Príncipe das Astúrias de 2002 "pelo desenvolvimento da Internet."
Em 2012 Lawrence Roberts foi induzido no Internet Hall of Fame da Internet Society.
Morreu no dia 26 de dezembro de 2018, vítima de um ataque cardíaco.